# Джаміла Шефер
Джаміла Анна Шефер (нар. 30 квітня 1993) — німецька політична діячка з Альянсу 90/Зелені, яка є депутатом німецького Бундестагу з виборів 2021 року, представляючи південний округ Мюнхена. З 2018 по 2022 рік вона була однією із заступниць голови своєї партії під керівництвом Анналени Бербок та Роберта Габека.

## Раннє життя
Народжений у сім'ї фізіотерапевта та спеціаліста з інформатики, Шефер виросла у мюнхенському районі Гросхадерн.

## Політична кар'єра
З 2015 по 2017 рік Шефер обіймала посаду голови молодіжної організації Партії Зелених.
З 2018 по 2022 рік Шефер входила до національного керівництва Партії зелених разом зі співголовами Анналеною Бербок і Робертом Габеком, де координувала діяльність партії в європейських та міжнародних справах.
Шефер була обрана депутатом Бундестагу від Мюнхена на півдні на федеральних виборах у Німеччині 2021 року.
Під час переговорів після виборів щодо формування так званої світлофорної коаліції Соціал-демократичної партії (СДПГ), Партії зелених та Вільної демократичної партії (ВДП) Шефер була частиною делегації своєї партії в робочій групі з європейських справ зі співголовами Удо Бульманном, Франціскою Брантнер та Ніколою Біром.
У парламенті Шефер працювала у бюджетному комітеті (з 2021 року), комітеті із закордонних справ (з 2021 року) та підкомітеті ООН (з 2022 року). У бюджетному комітеті вона є доповідачкою її парламентської групи щодо річного бюджету Федерального міністерства закордонних справ.

## Політичні позиції
У Партії зелених Шефер вважається частиною її лівого крила. Вона вегетаріанка.

## Особисте життя
Шефер живе в берлінському районі Вайссензе.